# شهرستان بلین (آیداهو)
شهرستان بلین، آیداهو (به انگلیسی: Blaine County, Idaho) یک سکونتگاه مسکونی در ایالات متحده آمریکا است که در آیداهو واقع شده است.

## خصوصیات
شهرستان بلین ۶٬۸۹۲٫۰ کیلومترمربع مساحت دارد.